# Qiansuo (sockenhuvudort i Kina, Zhejiang Sheng, lat 28,70, long 121,45)
Qiansuo (kinesiska: Ch’ien-so, 前所, 前所街道) är en sockenhuvudort i Kina. Den ligger i provinsen Zhejiang, i den östra delen av landet, omkring 210 kilometer sydost om provinshuvudstaden Hangzhou. Antalet invånare är 45 921. Befolkningen består av 21 441 kvinnor och 24 480 män. Barn under 15 år utgör 16,0 %, vuxna 15-64 år 73 %, och äldre över 65 år 10,0 %.
Runt Qiansuo är det mycket tätbefolkat, med 1 056 invånare per kvadratkilometer. Närmaste större samhälle är Taizhou, 4,2 km söder om Qiansuo. Runt Qiansuo är det i huvudsak tätbebyggt.
Genomsnittlig årsnederbörd är 2 144 millimeter. Den regnigaste månaden är augusti, med i genomsnitt 395 mm nederbörd, och den torraste är januari, med 73 mm nederbörd.